# Mario Hermoso
Pour les articles homonymes, voir Hermoso et Canseco.
Mario Hermoso Canseco, né le 18 juin 1995 à Madrid en Espagne, est un footballeur international espagnol qui évolue au poste de défenseur central à l'AS Roma.

## Biographie

### Carrière en club

#### Jeunesse
Mario Hermoso, après un passage par l'EF Concepción, intègre en juillet 2006 les équipes de jeunes du Real Madrid. Progressant au sein du club, il est en juillet 2012 membre de la Juvenil B et a comme entraîneur Fernando Morientes. Il joue alors au poste d'arrière gauche.

#### Espanyol de Barcelone (2017-2019)
Le 12 juillet 2017, il s'engage avec l'Espanyol de Barcelone pour trois ans.

#### Atlético Madrid (2019-2024)
Le 18 juillet 2019, il signe un contrat de cinq ans à l'Atlético de Madrid pour 25 millions d'euros, plus 4 millions de bonus. L'Espanyol de Barcelone et le Real Madrid se partagent l'indemnité à parts égales. L'arrivée d'Hermoso compense dans l'effectif madrilène le départ de Lucas Hernandez au Bayern Munich. Son recrutement est réalisé dans l'optique de jouer en tant que défenseur central ou latéral gauche. La comparaison statistique, basée sur la saison 2018-2019, montre qu'Hermoso a un profil plus impliqué dans le jeu de passes, et de façon plus précise, que ses nouveaux coéquipiers en défense.
En 2020-2021, il s'impose dans la défense de l'Atlético qui évolue désormais dans un système à trois défenseurs, avec Hermoso en défenseur gauche,.
En 2023-2024, il fait partie des joueurs madrilènes ayant le plus de temps de jeu. En fin de contrat, il reçoit en décembre 2023 une offre de prolongation de la part de l'Atlético comportant une diminution de rémunération, comme pour plusieurs de ses coéquipiers. Hermoso décide de la refuser et quitte le club en fin de saison après avoir pris part à 174 rencontres sous le maillot des Colchoneros,.

#### AS Roma puis prêt au Bayer Leverkusen (depuis 2024)
Sollicité par Galatasaray et l'AS Roma, Mario Hermoso choisit de s'engager avec le club italien après avoir discuté avec l'entraîneur romain Daniele De Rossi, renonçant ainsi à la proposition turque supérieure financièrement. Hermoso signe un contrat portant sur deux saisons avec une troisième en option. Hermoso prend part à treize rencontres toutes compétitions confondues sous le maillot romain sur la première moitié de saison. Manifestant le souhait de partir, il est prêté en janvier sans option d'achat au Bayer Leverkusen où il compense numériquement l'absence sur blessure de Jeanuël Belocian.

### Carrière en sélection
Mario Hermoso honore sa première sélection nationale le 18 novembre 2018.

## Statistiques
| Saison                | Club                    | Championnat           | Championnat | Championnat | Coupe(s) nationale(s) | Coupe(s) nationale(s) | Supercoupe | Supercoupe | Compétition(s) continentale(s) | Compétition(s) continentale(s) | Compétition(s) continentale(s) | Total | Total |
| Saison                | Club                    | Division              | M.          | B.          | M.                    | B.                    | M.         | B.         | Comp.                          | M.                             | B.                             | M.    | B.    |
| 2015-2016             | Real Valladolid (prêt)  | Liga Adelante         | 31          | 0           | -                     | -                     | -          | -          | -                              | -                              | -                              | 31    | 0     |
| 2016-2017             | Real Madrid Castilla    | Segunda Division B    | 33          | 1           | -                     | -                     | -          | -          | -                              | -                              | -                              | 33    | 1     |
| 2017-2018             | Espanyol de Barcelone   | Liga                  | 22          | 1           | 2                     | 0                     | -          | -          | -                              | -                              | -                              | 24    | 1     |
| 2018-2019             | Espanyol de Barcelone   | Liga                  | 32          | 3           | 3                     | 0                     | -          | -          | -                              | -                              | -                              | 35    | 3     |
| Sous-total            | Sous-total              | Sous-total            | 54          | 4           | 5                     | 0                     | -          | -          | -                              | -                              | -                              | 59    | 4     |
| 2019-2020             | Atlético Madrid         | Liga                  | 17          | 0           | 1                     | 0                     | -          | -          | C1                             | 5                              | 0                              | 23    | 0     |
| 2020-2021             | Atlético Madrid         | Liga                  | 31          | 1           | 1                     | 0                     | -          | -          | C1                             | 6                              | 1                              | 38    | 2     |
| 2021-2022             | Atlético Madrid         | Liga                  | 26          | 2           | 1                     | 0                     | 1          | 0          | C1                             | 6                              | 0                              | 34    | 2     |
| 2022-2023             | Atlético Madrid         | Liga                  | 26          | 3           | 5                     | 0                     | 1          | 0          | C1                             | 3                              | 1                              | 35    | 4     |
| 2023-2024             | Atlético Madrid         | Liga                  | 31          | 0           | 4                     | 0                     | 1          | 1          | C1                             | 9                              | 1                              | 45    | 2     |
| Sous-total            | Sous-total              | Sous-total            | 130         | 6           | 12                    | 0                     | 2          | 1          | -                              | 30                             | 3                              | 174   | 10    |
| 2024-2025             | AS Roma                 | Serie A               | 8           | 0           | 1                     | 0                     | -          | -          | C3                             | 4                              | 1                              | 13    | 1     |
| 2024-2025             | Bayer Leverkusen (prêt) | Bundesliga            | 4           | 0           | 1                     | 0                     | -          | -          | C1                             | 2                              | 0                              | 7     | 0     |
| Total sur la carrière | Total sur la carrière   | Total sur la carrière | 261         | 11          | 20                    | 0                     | 2          | 1          | -                              | 36                             | 4                              | 319   | 16    |

## Palmarès

### En club
Avec l'Atlético de Madrid, Mario Hermoso est champion d'Espagne en 2021 et finaliste du la Supercoupe d'Espagne en 2020.